# Michael Pate
Pour les articles homonymes, voir Pate.
Michael Pate, né Edward John Pate le 26 février 1920 à Drummoyne (en) (Banlieue de Sydney, Nouvelle-Galles du Sud) et mort le 1er septembre 2008 à Gosford (Nouvelle-Galles du Sud), est un acteur, producteur, réalisateur et scénariste australien.

## Biographie

### Cinéma
Michael Pate débute comme acteur (un petit rôle non crédité) dans Quarante mille cavaliers, film de guerre australien réalisé par Charles Chauvel et sorti en 1940. Son deuxième film, également australien et de Charles Chauvel, est le film d'aventure Sons of Matthew (en), sorti en 1949, où il tient le premier rôle.
Après son troisième film (Bitter Springs (en) en 1950, avec Tommy Trinder, coproduction australo-britannique), l'acteur part aux États-Unis, où il mène une large partie de sa carrière. Son premier film américain est le drame Tempête sur la colline de Douglas Sirk (1951, avec Claudette Colbert, Ann Blyth et Robert Douglas). En tout, il est acteur dans soixante-quatre films (dont cinquante américains, jusqu'en 1967). Les onze derniers films où il joue sont australiens et sortent à partir de 1971 ; les deux ultimes sont des courts métrages, sortis en 1995 et 1997, dont il est simplement narrateur.
Parmi ses films américains, mentionnons Jules César, film historique de Joseph L. Mankiewicz (1953, avec Marlon Brando et James Mason) et le western Major Dundee de Sam Peckinpah (1965, avec Charlton Heston et Richard Harris). Il contribue à plusieurs reprises à ce genre du western et tourne deux d'entre eux aux côtés de John Wayne, Hondo, l'homme du désert de John Farrow (1953, avec Geraldine Page) et Le Grand McLintock d'Andrew V. McLaglen (1963, avec Maureen O'Hara).

### Télévision
Toujours comme acteur, il est également très actif à la télévision, participant au total à quatre-vingt-dix-huit séries, majoritairement américaines, de 1954 à 1975, avant une dernière prestation lors d'un épisode de Mission impossible, 20 ans après, en 1989. En particulier, dans les dix-sept épisodes de la série-western — il collabore à plusieurs autres — Hondo (1967), il reprend le rôle récurrent du chef Apache Vittorio, qu'il tenait déjà dans le film pré-cité de 1953 Hondo, l'homme du désert (à noter qu'il personnifie souvent des amérindiens). Et dans les cent-quatre-vingt-douze épisodes de la série policière australienne Matlock Police (en), de 1971 à 1975, il a un autre rôle récurrent, celui du sergent Vic Maddern. Il apparaît aussi dans trois téléfilms, les deux premiers australiens (1986 et 1988), le dernier américain (1994).

### Scénariste producteur et …  réalisateur
En outre, occasionnellement, il est scénariste (ou auteur d'histoires originales) et producteur, au cinéma et à la télévision. Enfin, Michael Pate est le réalisateur (unique expérience à ce titre) de Tim, film australien sorti en 1979, dont il est en outre producteur et scénariste, avec Piper Laurie et Mel Gibson.

## Filmographie partielle

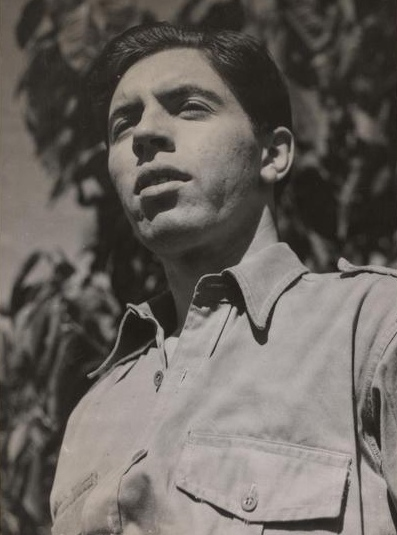
Photographié en 1938

Comme acteur, sauf mention contraire

### Au cinéma
Films américains, sauf mention contraire
- 1940 : 40.000 cavaliers (40,000 Horsemen) de Charles Chauvel (film australien)
- 1949 : Sons of Matthew de Charles Chauvel (film australien)
- 1951 : Tempête sur la colline (Thunder on the Hill) de Douglas Sirk
- 1951 : Dix de la légion (Ten Tall Men) de Willis Goldbeck
- 1951 : Le Château de la terreur (The Strange Door) de Joseph Pevney
- 1952 : L'Affaire Cicéron (Five Fingers) de Joseph L. Mankiewicz
- 1952 : Face to Face de John Brahm et Bretaigne Windust (film en deux parties ; segment The Secret Sharer)
- 1952 : Le Mystère du château noir (The Black Castle) de Nathan Juran
- 1953 : Fort Bravo (Escape from Fort Bravo) de John Sturges (histoire originale)
- 1953 : Vicky (Scandal at Scourie) de Jean Negulesco
- 1953 : Les Rats du désert (The Desert Rats) de Robert Wise
- 1953 : Jules César (Julius Caesar) de Joseph L. Mankiewicz
- 1953 : Hondo, l'homme du désert (Hondo) de John Farrow
- 1953 : The Maze de William Cameron Menzies
- 1953 : Complot dans la jungle (The Royal African Rifles) de Lesley Selander
- 1953 : Houdini le grand magicien (Houdini) de George Marshall
- 1953 : On se bat aux Indes (Rogue's March) d'Allan Davis (en)
- 1953 : La Perle noire (All the Brothers Were Valiant) de Richard Thorpe
- 1954 : Richard Cœur de Lion (King Richard and the Crusaders) de David Butler
- 1954 : Le Secret des Incas (Secret of the Incas) de Jerry Hopper
- 1954 : Le Calice d'argent (The Silver Chalice) de Victor Saville
- 1955 : Ville sans loi (A Lawless Street) de Joseph H. Lewis
- 1955 : The Killer Lust d'Edward Bernds (documentaire ; lui-même, narrateur)
- 1955 : Le Bouffon du roi (The Court Jester) de Melvin Frank et Norman Panama
- 1956 : La Vengeance de l'Indien (Reprisal !) de George Sherman
- 1956 : Bungalow pour femmes (The Revolt of Mamie Stover) de Raoul Walsh
- 1956 : La Mission du capitaine Benson (7th Cavalry) de Joseph H. Lewis
- 1956 : Intrigue au Congo (Congo Crossing) de Joseph Pevney
- 1956 : Le tueur s'est évadé (The Killer is Loose) de Budd Boetticher
- 1957 : Le Carnaval des dieux (Something of Value) de Richard Brooks
- 1957 : Fureur sur l'Oklahoma (The Oklahoman) de Francis D. Lyon
- 1958 : Desert Hell de Charles Marquis Warren
- 1958 : Hong Kong Confidential d'Edward L. Cahn
- 1959 : Le Courrier de l'or (Westbound) de Budd Boetticher
- 1959 : Vertes Demeures (Green Mansions) de Mel Ferrer
- 1959 : Dans les griffes du vampire (Curse of the Undead) d'Edward Dein
- 1960 : Walk Like a Dragon de James Clavell
- 1961 : Most Dangerous Man Alive d'Allan Dwan (histoire originale)
- 1961 : The Canadians de Burt Kennedy
- 1962 : La Belle et la Bête (Beauty and Beast) d'Edward L. Cahn
- 1962 : La Tour de Londres (Tower of London) de Roger Corman
- 1962 : Les Trois Sergents (Sergeants 3) de John Sturges
- 1963 : Le Grand McLintock (McLintock !) d'Andrew V. McLaglen
- 1963 : Drums of Africa (en) de James B. Clark
- 1963 : Patrouilleur 109 (PT 109) de Leslie H. Martinson
- 1964 : Le Bataillon des lâches (Advance to the Rear) de George Marshall
- 1965 : Brainstorm de William Conrad
- 1965 : Major Dundee de Sam Peckinpah
- 1965 : Le Massacre des Sioux (The Great Sioux Massacre) de Sidney Salkow
- 1966 : Dominique (The Singing Nun) d'Henry Koster
- 1967 : Le Justicier de l'Arizona (Return of the Gunfighter) de James Neilson
- 1969 : Age of Consent de Michael Powell (film australien ; producteur associé)
- 1977 : The Mango Tree de Kevin James Dobson (film australien ; producteur et scénariste)
- 1979 : Tim (film australien ; réalisateur, producteur et scénariste)
- 1983 : The Return of Captain Invincible de Philippe Mora  (film australien)
- 1984 : The Wild Duck de Henri Safran

### À la télévision
Séries américaines, sauf mention contraire
- 1954 : Climax!
  - Saison 1, épisode 3 Casino Royale
- 1956 : La Flèche brisée (Broken Arrow)
  - Saison 1, épisode 1 The Mail Riders d'Alvin Ganzer, épisode 2 Battle at Apache Pass de Richard L. Bare, et épisode 3 Indian Agent de Richard L. Bare
- 1957-1962 : Cheyenne
  - Saison 2, épisode 12 War Party de Joseph Kane (1957)
  - Saison 3, épisode 4 Border Affair (1957) de Leslie H. Martinson
  - Saison 7, épisode 11 Johnny Brassbuttons (1962) de George Waggner
- 1957-1964 : Gunsmoke ou Police des plaines (Gunsmoke ou Marshal Dillon)
  - Saison 2, épisode 30 Big Girl Lost (1957) de Ted Post
  - Saison 4, épisode 30 Renegade White (1959) d'Andrew V. McLaglen, épisode 38 Blue Horse (1959) d'Andrew V. McLaglen et Ted Post
  - Saison 10, épisode 4 The Violators (1964)
- 1958 : Zorro
  - Saison 1, épisode 27 Complices de l'aigle noir (The Eagle's Brood) de Charles Barton et Norman Foster, épisode 28 Zorro par intérim (Zorro by Proxy) de Charles Barton, épisode 29 Quintana fait un choix (Quintana makes a Choice) de Charles Barton, et épisode 30 Zorro met le feu aux poudres (Zorro lights a Fuse) de Charles Barton - rôle de Salvador Quintana
- 1958 : Sugarfoot
  - Saison 2, épisode 4 The Ghost
- 1958-1962 : L'Homme à la carabine (The Rifleman)
  - Saison 1, épisode 10 New Orleans Menace (1958) d'Arnold Laven, épisode 23 The Second Witness (1959) de Lewis Allen
  - Saison 2, épisode 18 The Visitor (1960) de Joseph H. Lewis
  - Saison 3, épisode 30 The Mescalero Curse (1961) de Jesse Hibbs
  - Saison 4, épisode 32 The Executioner (1962) de Lawrence Dobkin
- 1958-1965 : La Grande Caravane (Wagon Train)
  - Saison 1, épisode 26 A Man called Horse (1958) de Sidney Lanfield
  - Saison 8, épisode 24 The Indian Girl Story (1965)
- 1959 : Rintintin (The Adventures of Rin Tin Tin)
  - Saison 5, épisode 21 The Devil rides Point de William Beaudine
- 1959 : Au nom de la loi (Wanted : Dead or Alive)
  - Saison 1, épisode 31 La Fiancée (Bounty for a Bride) de Don McDougall et épisode 35 Les Conquérants (The Conquerors)
- 1959-1964 : Rawhide
  - Saison 1, épisode 6 Incident of the Power and the Plow (1959) d'Andrew V. McLaglen
  - Saison 3, épisode 2 Incident of the Challenge (1960) de Charles Marquis Warren, épisode 7 Incident at Superstition Prairie (1960) de Stuart Heisler, et épisode 20 Incident of the Boomerang (1961 ; + histoire originale)
  - Saison 6, épisode 14 Incident at Ten Trees (1964) de Ted Post
- 1960-1962 : Laramie
  - Saison 1, épisode 29 Midnight Rebellion (1960) de George Blair
  - Saison 3, épisode 14 The Perfect Gift (1962) de Lesley Selander et épisode 23 The Day of the Savage (1962) de Joseph Kane
- 1961 : Aventures dans les îles (Adventures in Paradise)
  - Saison 2, épisode 17 Le Requin (Man Eater) de Felix E. Feist
- 1961 : Maverick
  - Saison 4, épisode 23 Flood's Folly
- 1961 : Peter Gunn
  - Saison 3, épisode 33 A Bullet for the Boy de David Lowell Rich
- 1961 : Ombres sur le soleil (Follow the Sun)
  - Saison unique, épisode 7 Another Part of the Triangle
- 1962 : Les Hommes volants (Ripcord)
  - Saison 1, épisode 32 Cougar Mesa de James Clavell
- 1962 : Route 66 (titre original)
  - Saison 2, épisode 31 Hell is Empty, All the Devils are Here de Paul Stanley
- 1962-1966 : Les Aventuriers du Far West (Death Valley Days)
  - Saison 10, épisode 16 Feud at Dome Rock (1962)
  - Saison 12, épisode 2 Measure of a Man (1963) de Tay Garnett
  - Saison 15, épisode 8 Samaritans Mountain Style
- 1963-1964 : Première série Perry Mason
  - Saison 6, épisode 26 The Case of the Skeleton's Closet (1963)
  - Saison 7, épisode 13 The Case of the Wednesday Woman (1964)
- 1963-1970 : Le Virginien (The Virginian)
  - Saison 2, épisode 14 Man of Violence (1963) de William Witney
  - Saison 8, épisode 21 A King's Ransom (1970) de Joseph Pevney
- 1964-1965 : Suspicion (The Alfred Hitchcock Hour)
  - Saison 3, épisode 7 The McGregor Affair (1964) et épisode 22 Thou Still unravished Bride (1965)
- 1964-1966 : Daniel Boone
  - Saison 1, épisode 7 The Sounds of Wings (1964)
  - Saison 3, épisode 2 The Allegiances (1966) d'Earl Bellamy
- 1964-1968 : Voyage au fond des mers (Voyage to the Bottom of the Sea)
  - Saison 1, épisode 15 Longue Vie au roi (Long Live the King, 1964) de László Benedek et épisode 32 Le Traître (The Traitor, 1965) de Sobey Martin
  - Saison 4, épisode 22 Glace de feu (Flaming Ice, 1968) de Robert Sparr
- 1965 : Lassie
  - Saison 11, épisode 21 The Loser
- 1965 : Première série L'Homme à la Rolls (Burke's Law)
  - Saison 3, épisode 4 Password to Death
- 1965 : Max la Menace (Get Smart)
  - Saison 1, épisode 8 Ma tête est mise à prix (Our Man in Leotards) de Richard Donner
- 1966 : Des agents très spéciaux (The Man from U.N.C.L.E.)
  - Saison 2, épisode 22 Au cœur du désert (The Foreign Legion Affair) de John Brahm
- 1966 : Le Proscrit (Branded)
  - Saison 2, épisodes 24, 25 et 26 Call to Glory, Parts I, II & III
- 1966 : Daktari
  - Saison 1, épisodes 16 et 17 Le Mur de flammes, 1re et 2e parties (Walls of Flames, Parts I & II) d'Andrew Marton
- 1966 : Batman
  - Saison 2, épisode 11 Horloge, montre et sablier (The Clock King's Crazy Crimes) de James Neilson et épisode 12 L'Heure de la vérité (The Clock King gets crowned) de James Neilson
- 1966 : Les Mystères de l'Ouest (The Wild Wild West)
  - Saison 2 épisode 14, La Nuit de la Machine infernale (The Night of the Infernal Machine), de Sherman Marks : Bledsoe
- 1966-1967 : Au cœur du temps (The Time Tunnel)
  - Saison unique, épisode 5 La Dernière Patrouille (The Last Patrol, 1966) de Sobey Martin et épisode 20 Les Trompettes de Jericho (The Walls of Jericho, 1967) de Nathan Juran
- 1967 : Hondo
  - Saison unique, 17 épisodes - rôle du Chef Vittorio
- 1967 : Le Monde merveilleux de Disney (The Wonderful Word of Disney ou Disneyland)
  - Saison 13, épisodes 15 et 16 Willie and the Yank, Part I (The Deserter) & Part II (The Mosby Raiders) de Michael O'Herlihy
- 1967 : Tarzan
  - Saison 1, épisode 26 The Perils of Charity Jones, Part I d'Alex Nicol
  - Saison 2, épisode 1 Tiger, Tiger !
- 1967 : Les Rats du désert ou Commando du désert (The Rat Patrol)
  - Saison 1, épisode 31 The Fire and Brimstone Raid
- 1967 : Première série Mission impossible (Mission : Impossible)
  - Saison 2, épisode 2 Le Trésor (Trek)
- 1969 : Aventures australes (Riptide)
  - Saison unique, épisode 11 The Captain's Blood et épisode 13 Sharky (série australienne)
- 1970 : The Long Arm
  - Saison unique, épisode 16 Dog on a Hot Line (producteur) et épisode 17 The Line between is so Thin (série australienne)
- 1971-1975 : Matlock Police
  - Saison unique, 192 épisodes - rôle du Sergent Vic Maddern (série australienne)
- 1986 : Body Business, téléfilm australien de Colin Eggleston
- 1989 : Seconde série Mission impossible, 20 ans après (Mission : Impossible)
  - Saison 1, épisode 12 Les Affres du pouvoir (The Fortune)
- 1994 : Offical Denial, téléfilm américain de Brian Trenchard-Smith
- 1996 : Mary et Tim (Mary & Tim), téléfilm australien de Glenn Jordan (remake de Tim, film de 1979 pré-cité ; scénariste)